# Dardurus
Genre
Dardurus est un genre d'araignées aranéomorphes de la famille des Amaurobiidae.

## Distribution
Les espèces de ce genre sont endémiques d'Australie. Elles se rencontrent au Queensland et en Nouvelle-Galles du Sud.

## Liste des espèces
Selon World Spider Catalog (version 17.5, 12/09/2016) :
- Dardurus agrestis Davies, 1976
- Dardurus nemoralis Davies, 1976
- Dardurus saltuosus Davies, 1976
- Dardurus silvaticus Davies, 1976
- Dardurus spinipes Davies, 1976
- Dardurus tamborinensis Davies, 1976

## Publication originale
- Davies, 1976 : Dardurus, a new genus of amaurobiid spider from eastern Australia, with descriptions of six new species. Memoirs of the Queensland Museum, vol. 17, p. 399-411 (texte intégral).